# Vol Hapag-Lloyd 3378
Le 12 juillet 2000, l'Airbus A310 effectuant le vol Hapag-Lloyd 3378, un vol charter international entre l'aéroport international de La Canée, en Crète, et l'aéroport international de Hanovre Langenhagen, en Allemagne, avec 143 passagers et 8 membres d’équipage à bord, tombe en panne sèche et fait un atterrissage forcé juste avant la piste 34 de l'aéroport de Vienne-Schwechat, en Autriche, faisant plusieurs blessés légers, mais aucune victime parmi les 151 personnes à bord. L'avion a subi des dégâts irréparables, puis a par la suite été retiré du service commercial.

## Avion
L'appareil impliqué était un Airbus A310-304, un avion de ligne long-courrier immatriculé D-AHLB (numéro de série 528). Il était équipé de deux moteurs General Electric CF6-80C2A2 et était âgé de 10 ans, ayant effectué son vol inaugural le 25 octobre 1989. Il a été livré neuf à la compagnie aérienne allemande Hapag-Lloyd Flug le 10 janvier 1990 et totalisé 41 307 heures de vol et 13 789 cycles (décollage/atterrissage) au moment de l'accident.

## Déroulement des faits
Le vol 3378 a décollé de aéroport international de La Canée à 8 h 59 UTC. Peu de temps après, l’équipage, composé du commandant Wolfgang Arminger (56 ans), un pilote expérimenté avec 23 400 heures de vol à son actif, et du copilote Thorsten Röckrath (25 ans), remarqua qu’il était impossible de rentrer complètement le train d’atterrissage, comme l'indiquaient à la fois le voyant rouge « train non sécurisé » et le voyant jaune « porte de train ouverte ». Après un total de quatre tentatives de rentrée du train d’atterrissage, ce dernier a été laissé complètement sortie. Le vol a alors continué en direction de l'Allemagne, car le carburant devait de toute façon être consommé (ou largué) avant l'atterrissage en raison de la limite de poids maximale pour l'atterrissage. 
L'équipage a dû faire face à une charge de travail plus élevée dans le cockpit, aggravée par l'indisponibilité de la station radio HF de la compagnie aérienne pour la consultation technique, forçant le copilote à passer près d'une heure à établir des communications alternatives avec la compagnie aérienne via le système ACARS de l'avion et Stockholm Radio (en). Grâce au système de gestion de vol (FMS), l'équipage a ainsi estimé la consommation de carburant de l'avion. Le commandant de bord, en consultation avec le dispatching, a décidé d'écourter le vol et de se dérouter vers l'aéroport Franz-Josef-Strauß de Munich, où un autre A310 serait prêt à transporter les passagers vers leur destination finale. Cependant, le commandant de bord a ignoré le fait que le FMS n'était pas conçu pour prendre en compte la traînée supplémentaire produite par le train d'atterrissage sorti. En réalité, Munich n'était pas à portée de vol, comme l'a finalement démontré la baisse soudaine et inattendue des réserves de carburant. Vers 10 heures, le commandant de bord a décidé de se dérouter vers l'aéroport de Vienne-Schwechat.
Peu de temps après, le copilote a noté et signalé au commandant de bord qu'ils avaient déjà consommé la moitié de leur quantité de carburant initiale, bien qu'ils n'aient progressé que jusqu'à leur dernier point de cheminement « YNN », toujours situé en Grèce (à environ un tiers de la distance totale à parcourir jusqu'à Vienne). À 10 h 34, la prévision du FMS concernant le carburant restant à l'arrivée à Vienne est tombée à 1,9 tonne. Dans de telles conditions, le règlement de la compagnie aérienne exige un déroutement immédiat vers l'aéroport le plus proche, qui aurait été l'aéroport Franjo-Tuđman de Zagreb, situé alors à 10 min de vol. Le rapport d'enquête indique « qu'il n'y a eu aucune preuve d'une réaction immédiate de l'équipage à cette situation ». Bien que le contact avec le contrôle aérien de Zagreb a été établi 9 minutes plus tard, l'équipage a poursuivi sa route vers l'aéroport de Vienne, demandant l'approche la plus directe vers la piste 34. 
À 10 h 53, l'équipage a informé le contrôle aérien de Vienne que si l'accès direct à la piste n'était pas disponible, il préférerait se dérouter vers l'aéroport de Graz, plus proche. Cela a incité le contrôle aérien à se renseigner et a finalement appris que le vol manquait de carburant, mais les pilotes n'ont déclaré aucune urgence, anticipant toujours un atterrissage normal. Lorsque les jauges de carburant sont tombées sous la barre des 1,9 tonne, le copilote a exhorté à deux reprises le commandant de bord à déclarer une urgence, mais ce dernier a reporté cette action. À 11 h 1, l'alarme « LT-Fuel low level » a indiqué qu’il ne restait que 1,3 tonne de kérosène dans les réservoirs, ce qui a automatiquement généré un message ACARS. À ce moment-là, le vol 3378 se trouvait à 78 km au nord-est de Zagreb, à 157 km au sud-est de Graz et à 243 km de Vienne. Six minutes plus tard, l'équipage a finalement déclaré une urgence en raison du manque de carburant, tout en précisant qu'il espérait atteindre Vienne en toute sécurité.
À ce stade, l'équipage débattait encore d'un éventuel déroutement vers Graz, mais découvrit que la carte d'approche de cet aéroport manquait à bord de l'avion. À 11 h 12, l'équipage débattait encore de la contribution du FMS durant le vol ; le copilote affirma (à juste titre) qu'il ne devait pas prendre en compte la résistance de l'air causée par le train d'atterrissage, ce que le commandant de bord rejeta d'emblée. Ce dernier ordonna également au copilote de ne pas demander d'équipes de secours après l'atterrissage et de différer le déploiement des volets, surtout en cas d'extinction des moteurs. À 11 h 26, la pression chuta à l'entrée de la pompe à carburant droite, mais celle-ci resta en marche. Les deux moteurs s'éteignirent à 22 km de la piste, bien que le copilote parvint à les redémarrer pour quelques minutes supplémentaires. 
Faute de temps pour effectuer la liste de vérification finale, le bouton « Land Recovery » fut négligé, ce qui limita le fonctionnement des ailerons, qui sont nécessaires au contrôle de la stabilité à basse vitesse. L'extrémité de l'aile gauche de l'A310 a heurté la surface herbeuse à environ 660 m du seuil de la piste 34, suivie du train d'atterrissage principal gauche, qui s'est enfoncé dans la terre et s'est détaché. L'appareil a dérapé sur le moteur gauche et le train d'atterrissage principal droit, en traversant une rangée de feux d'approche et une antenne ILS, avant de virer à gauche de 90° et de s'immobiliser hors de la piste près d'une voie de circulation. Environ 26 passagers ont été légèrement blessés en empruntant les toboggans d'évacuation. Bien que les photographies suggèrent que l'avion soit resté structurellement intact, il fut retiré du service après le crash, les dégâts subis par le dessous du fuselage n'étant pas réparables.

## Enquête
Le rapport final d'enquête sur l'incident du vol 3378 a été publié (uniquement en allemand) le 21 mars 2006 par le bureau d'enquête sur les accidents aériens (Flugunfalluntersuchungsstelle) du Bureau fédéral autrichien des transports (en) (Bundesanstalt für Verkehr, BAV). 
Le rapport a identifié la cause de la non-rétraction du train d'atterrissage comme étant un oubli mineur survenu lors d'une opération de maintenance, un contre-écrou mal serré ayant permis à une vis de tourner progressivement au fil du temps, conduisant finalement à une erreur de réglage de 10 mm qui a empêché une rétraction complète.
Le rapport a identifié plusieurs raisons principales pour lesquelles l'équipage n'a pas réussi à gérer de manière adéquate ce dysfonctionnement technique relativement mineur du train d'atterrissage, poursuivant le vol jusqu'à une panne moteur due à une panne de carburant :
- L'équipage n'a pas respecté les réglementations concernant la gestion des réserves de carburant en raison de plusieurs facteurs humains, notamment d'une grosse charge de travail et du stress, entraînant une perte de conscience de la situation.
- Le niveau des réserves de carburant n'a pu être déterminé qu'avec l'aide du FMS, alors qu'il ne peut être utilisé en cas de non-rétraction du train d'atterrissage.
- Le commandant de bord n'a pas réussi à se dérouter vers Zagreb, après avoir reçu l'avertissement de bas niveau de carburant, se concentrant apparemment de manière excessive sur un seul objectif.
- La documentation d'Airbus n'a pas informé de manière adéquate et claire l'équipage des limitations qui s'appliquent à la gestion du carburant à l'aide du FMS.
- La compagnie aérienne n'a pas fourni suffisamment de documentation dans la liste de contrôle concernant l'« indication anormale de sortie de train d'atterrissage », et la Division des opérations aériennes a fourni un examen inadéquat des besoins en carburant de l'avion.

Le rapport final formule 14 recommandations visant à améliorer les systèmes, les documents et les procédures afin d'éviter la répétition de tels problèmes à l'avenir.